# تفاله قهوه

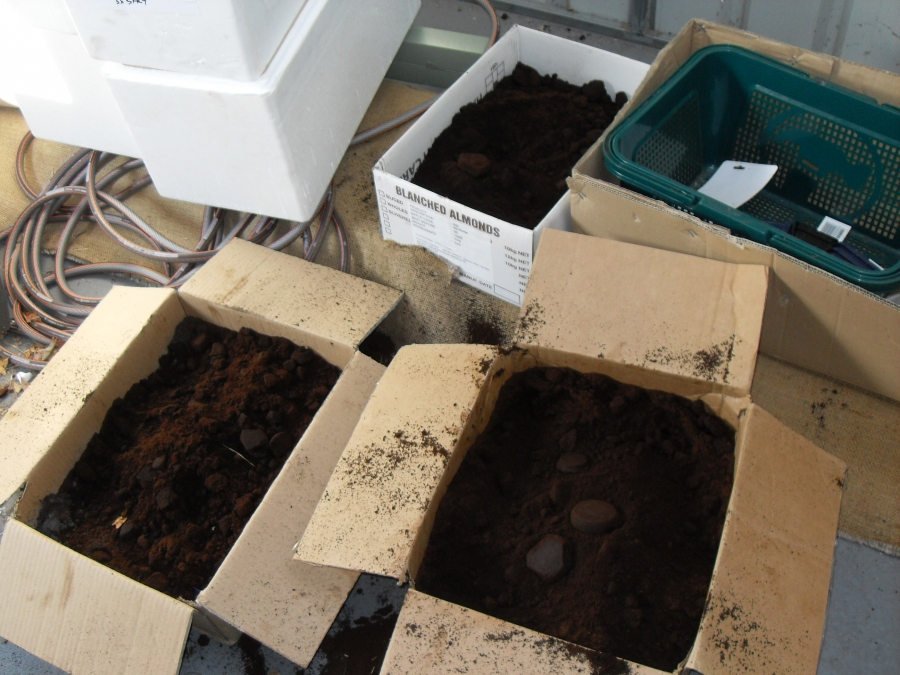
تفالهٔ قهوه در جعبه.

تفاله قهوه، پسماند قهوه پس از دم کردن آن در آخرین مرحلهٔ آماده‌سازی قهوه است. در اواخر قرن نوزدهم از تفالهٔ قهوه به عنوان ناخالصی به قهوهٔ خالص افزوده می‌شد.

## استفاده

### در باغداری

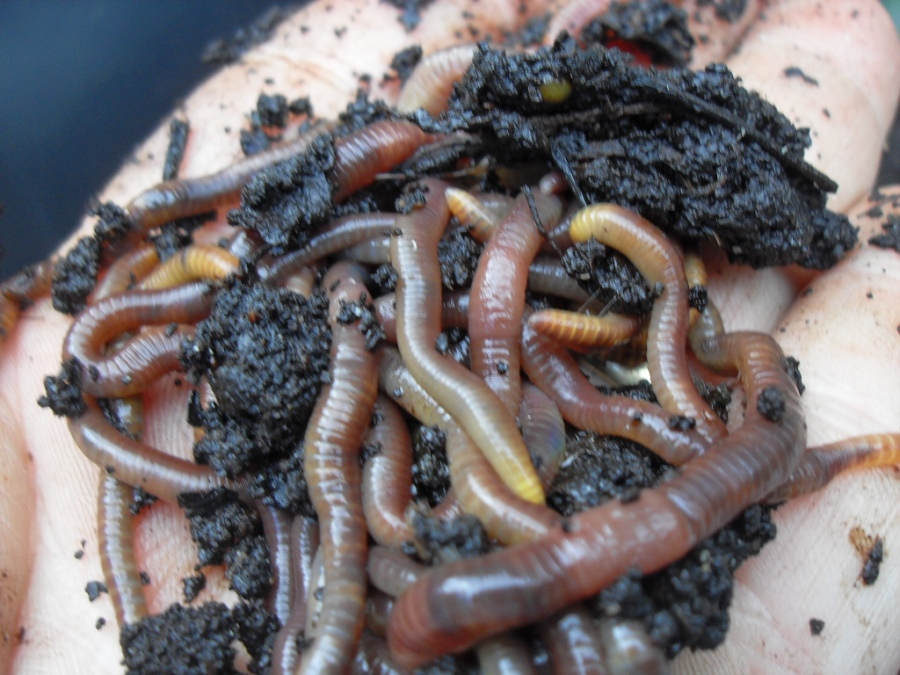
کرم‌های کمپوست در تفالهٔ قهوه

در باغداری، تفالهٔ قهوه ممکن است برای ساخت کمپوست یا به عنوان مالچ به کار رود زیرا آن‌ها به آرامی نیتروژن را در خاک آزاد می‌کنند. دانه‌های قهوه خشک حاوی مقادیر قابل توجهی پتاسیم (۱۱٫۷ گرم در کیلوگرم)، منیزیم (۱٫۹ گرم در کیلوگرم) و فسفر (۱٫۸ گرم در کیلوگرم) است. کرم‌ها و گیاهان اسید دوست مانند زغال اخته به آنها علاقه دارند، البته به علت آن که در زمان استفاده اسیدها از آنها شسته می‌شوند، معمولاً تفالهٔ آن دارای pH منفی است. تفالهٔ قهوه به ویژه به خاطر به کاراییشان در کود مورد توجه هستند. باغبانان از استفاده از تفالهٔ قهوه به عنوان دفع کننده حلزون و لیسه خبر داده‌اند، اما هنوز این مورد به صورت علمی ثابت نشده‌است. برخی از کافی شاپ‌های تجاری ابتکار عملی را برای جلوگیری از هدر رفتن تفاله‌ها پیشنهاد داده‌اند. از آن جمله می‌توان به پروژهٔ «تفالهٔ باغ شما» در استارباکس، و ابتکارات تحت حمایت جامعه، مانند «از تفاله تا خاک» یا طرح «کافی شاپ سبز» در کمبریج، انگلستان اشاره کرد.

### در طالع‌بینی

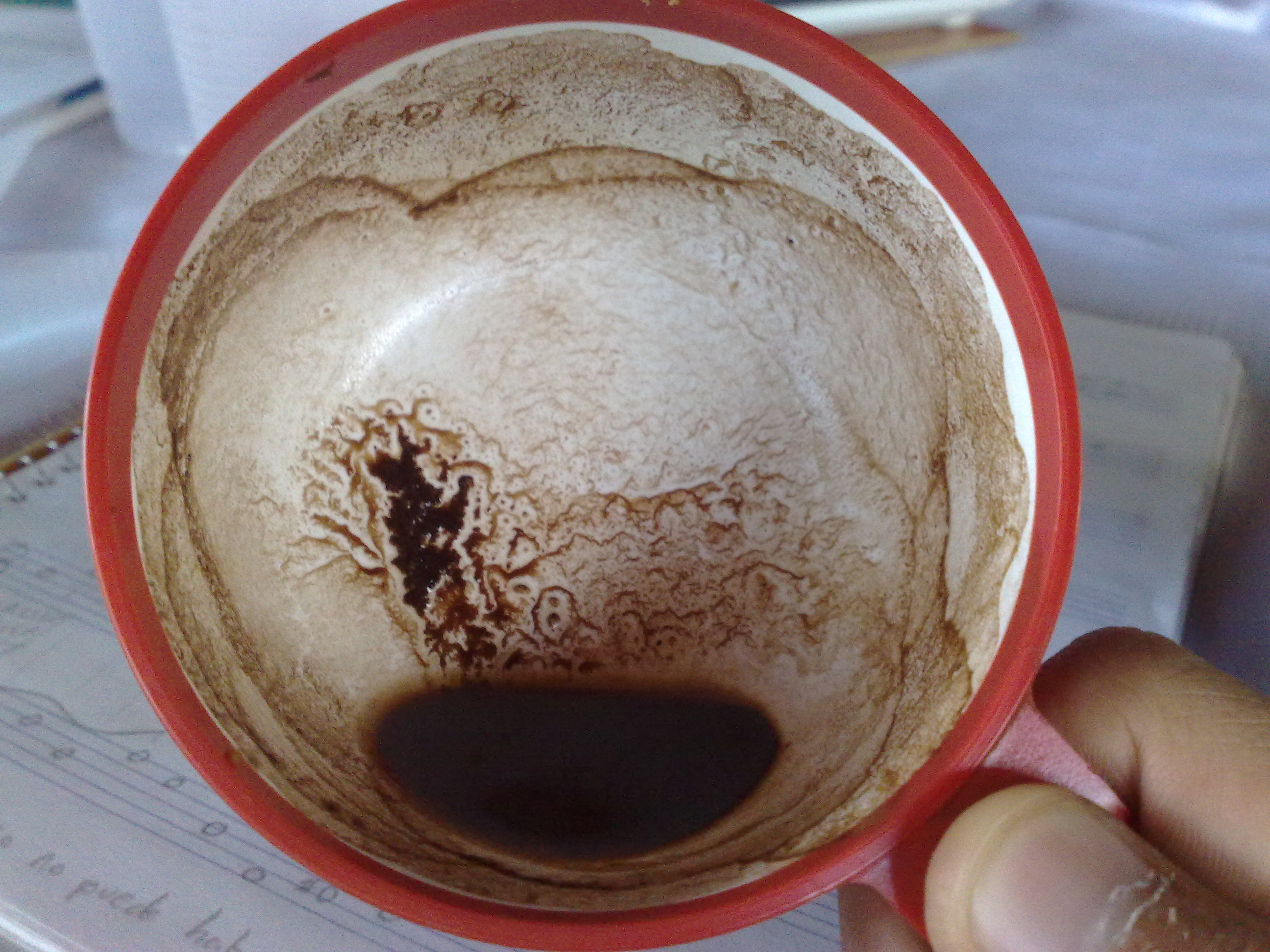
تفاله‌های قهوه در انتهای فنجان که برای طالع‌بینی به کار می‌روند.

در طالع‌بینی و فال‌بینی از الگوهای تفالهٔ قهوه برای پیش‌بینی آینده استفاده می‌شود.

### استفاده‌های دیگر
برخی مبتکرین موفق شده‌اند از تفالهٔ قهوه به عنوان بستر کشت قارچ (از جمله قارچ صدفی) استفاده کنند. تفالهٔ قهوه مصارف خانگی دیگری همچون رنگ آمیزی چوب، خوشبو کننده هوا و اسکراب‌های بدن دارد. علاوه بر آن‌ها ممکن است از تفالهٔ قهوه به صورت صنعتی در تولید زیست‌گاز یا برای تصفیه فاضلاب استفاده شود.